# Ematurga
Ematurga är ett släkte av fjärilar som beskrevs av Lederer 1853. Ematurga ingår i familjen mätare.

## Bildgalleri

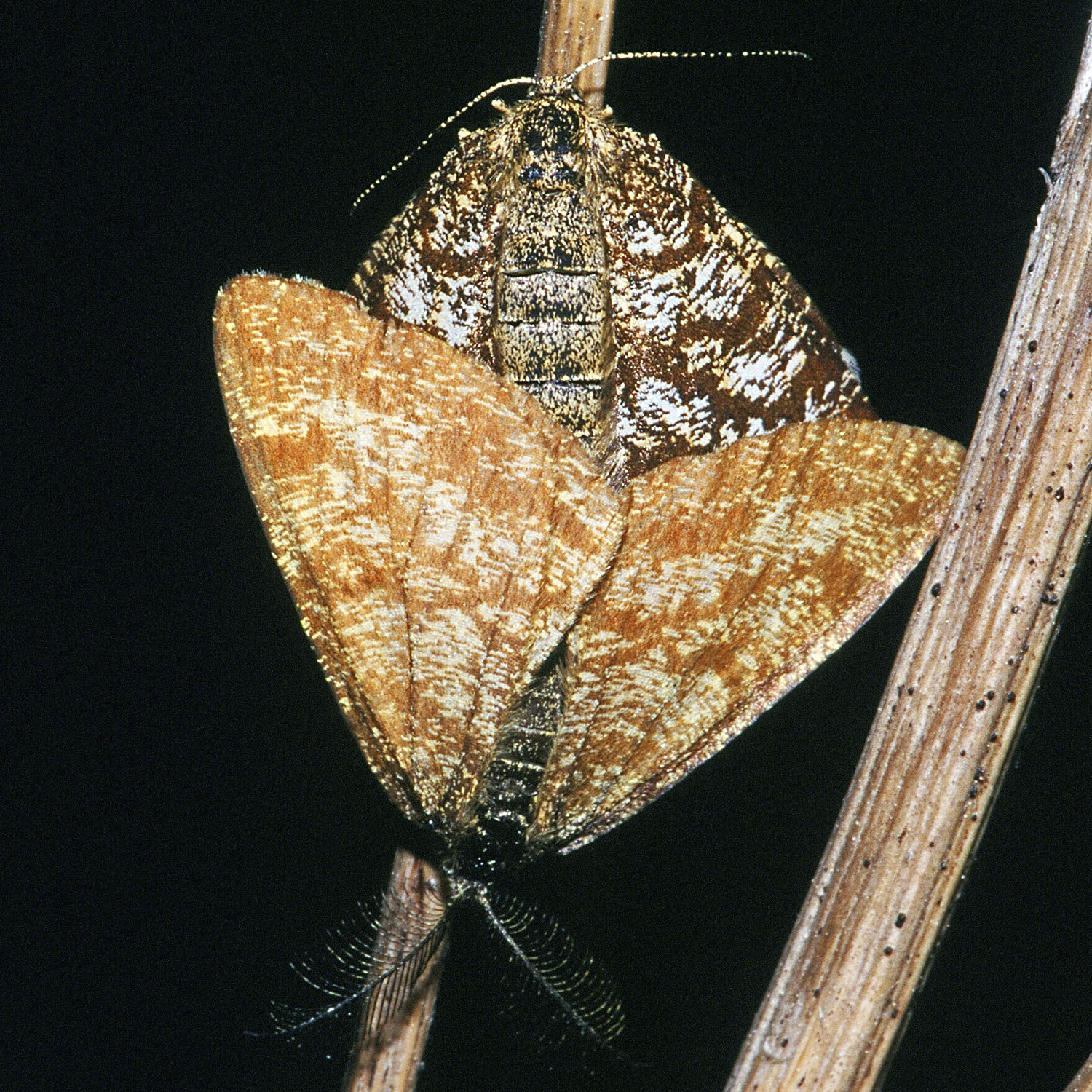

## Dottertaxa tillEmaturga, i alfabetisk ordning[1][2]
- Ematurga aceraria
- Ematurga aestiva
- Ematurga albicans
- Ematurga alpicoloraria
- Ematurga amitaria
- Ematurga anomalaria
- Ematurga arenaria
- Ematurga arenosa
- Ematurga artemisiaria
- Ängsmätare Ematurga atomaria
- Ematurga atomarius
- Ematurga bistrigaria
- Ematurga brunnea
- Ematurga caloraria
- Ematurga carbonaria
- Ematurga centrilineata
- Ematurga contrasta
- Ematurga dentaria
- Ematurga diluta
- Ematurga evanescens
- Ematurga fallax
- Ematurga fasciata
- Ematurga faxonii
- Ematurga felicis
- Ematurga glarearia
- Ematurga gynaekoides
- Ematurga illiaria
- Ematurga isoscelata
- Ematurga juncta
- Ematurga kindervateri
- Ematurga krassnojarscensis
- Ematurga latelineata
- Ematurga margisignata
- Ematurga mariscolore
- Ematurga mediofasciata
- Ematurga meinhardi
- Ematurga melanostigma
- Ematurga microcosma
- Ematurga minuta
- Ematurga ngana
- Ematurga nigra
- Ematurga nigrescens
- Ematurga nocturna
- Ematurga obsoletaria
- Ematurga ochrearia
- Ematurga ophthalmaria
- Ematurga orientaria
- Ematurga pennata
- Ematurga picta
- Ematurga praeclara
- Ematurga pseudoclathrata
- Ematurga pseudoglareata
- Ematurga radiata
- Ematurga tenuilineata
- Ematurga transaplinaria
- Ematurga unicoloraria
- Ematurga unimarginata
- Ematurga ustaria
- Ematurga virilis
- Ematurga zetterstedtaria